# اشترودل سیب
اشترودل سیب (به آلمانی: Apfelstrudel) یکی از اشترودل‌های سنتی در شهر وین است. این شیرینی در اتریش، سوئیس، بایرن، جمهوری چک، اسلواکی، شمال ایتالیا، اسلوونی، کرواسی، بوسنی و هرزگوین و همچنین بسیاری از کشورهای اروپایی که زمانی متعلق به امپراتوری اتریش-مجارستان (۱۸۶۷–۱۹۱۸) بوده‌اند، محبوب است.

## تاریخچه
قدیمی‌ترین دستور پخت شناخته شده اشترودل مربوط به یک دستور پخت دست‌نویس از سال ۱۶۹۷ است.
اشترودل چه به عنوان یک نوع شیرینی لایه ای شیرین و چه خوش طعم با داخل آن، در قرن هجدهم از طریق دودمان هابسبورگ (۱۲۷۸–۱۷۸۰) محبوبیت پیدا کرد. آشپزی اتریشی در طول قرون متمادی تحت تأثیر غذاهای بسیاری از مردمان مختلف شکل گرفت. اشترودل مربوط به شیرینی باقلوای امپراتوری عثمانی است که از طریق غذاهای مجارستانی از ترکیه به اتریش آمده است.

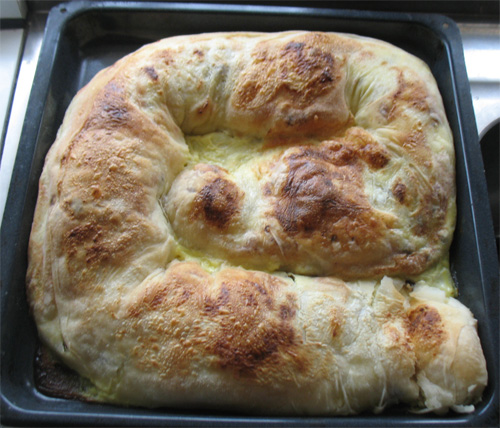
اشترودل سیب خانگی در فر